# Seznam skladeb Alexandra Porfirjeviče Borodina

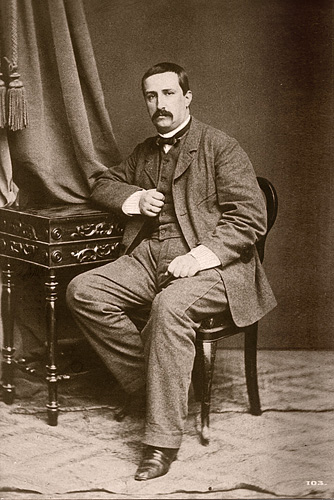
Alexander Borodin

Tento seznam skladeb Alexandra Borodina je řazen podle žánru.

## Opery
- Carská nevěsta (1867–1868, nedokončeno, ztraceno)
- Bohatýři (fraška podle Viktora Krylova s použitím hudby Rossiniho, Meyerbeera, Offenbacha, Serova, Verdiho a dalších, instrumentace E. Merten, 1878)
- Kníže Igor (libreto autor podle staroruského eposu Slovo o pluku Igorově nedokončeno, dokončili a instrumentovali Nikolaj Andrejevič Rimskij-Korsakov a Alexandr Glazunov, premiéra Petrohrad, 1890)
- Mlada (4. jednání kolektivního díla, César Antonovič Kjui – 1. jednání, Modest Petrovič Musorgskij – 2. jednání, Rimskij-Korsakov – 3. jednání, baletní hudba Ludwig Minkus, Borodin použil hudební materiál z nedokončené opery Kníže Igor, 1892)

## Orchestrální skladby
- Symfonie č. 1 Es-dur (1862–1867)
- Symfonie č. 2 h-moll (1869–1876)
- Ve stepích střední Asie (1880)
- Symfonie č. 3 a-moll (1886–1887, pouze první dvě věty, dokončil a instrumentoval Alexandr Glazunov

## Komorní hudba
- Klavírní trio (1850–1860)
- Kvartet pro flétnu, hoboj, violu a violoncello (1852–1856 založeno na hudbě Josepha Haydna
- Smyčcové trio G-dur pro dvoje housle a violoncello (1852)
- Smyčcové trio g-moll pro dvoje housle a violoncello (na téma lidové písně "Чем тебя я огорчила" 1855)
- Smyčcový kvintet f-moll pro dvoje housle, violu a dvě violoncella (1960)
- Smyčcový sextet d-moll (1860)
- Sonáta h-moll pro violoncello a klavír (1860, založeno na fuze z houslové sonáty č. 1 g-moll Johanna Sebastiana Bacha, BWV 1001)
- Klavírní trio D-dur (1861)
- Klavírní kvintet c-moll (1862)
- Smyčcový kvartet č. 1 A-dur (1879)
- Smyčcový kvartet č. 2 D-dur (1881)
- Scherzo pro smyčcový kvartet (1882, použil Glazunov pro dokončení 3. symfonie)
- Serenata alla spagnola pro smyčcový kvartet (1886, součást kolektivního kvartetu "B-La-F", další autoři: Rimskij-Korsakov, Glazunov a Ljadov)

## Klavírní skladby
- Petite Suite (1. V klášteře 2. Intermezzo 3. Mazurka I 4. Mazurka II 5. Rêverie 6. Serénade 7. Nocturne. 1870–1885. Úprava pro orchestr Glazunov)
- Scherzo As-dur (Glazunov použil jako poslední větu při instrumentaci Petit Suite, 1885)
- Parafráze na neměnné téma pro klavír na tři ruce (Polka, Pohřební pochod, Requiem a Mazurka ve sbírce skladeb spolu se skladbami Borodina, Kjui, Ljadova a Rimského-Korsakova. Ve druhém vydání zahrnuty také skladby Franze Liszta a Nikolaje Ščerbachova. 1874–1878)
- Hélène-Polka d-moll (zkomponováno v roce 1843, kdy bylo skladateli 9 let, úprava pro čtyři ruce 1861)
- Allegretto Des-dur (úprava 3. věty smyčcového kvintetu pro čtyři ruce, 1861)
- Scherzo E-dur pro 4 ruce (1861)
- Tarantella D-dur pro 4 ruce (1862)

## Písně
- Что ты рано, зоренька (Sergej Solovjev, 1852)
- Разлюбила красна девица (pro zpěv, violoncello a klavír, slova A. Vinogradov,1853)
- Слушайте, подруженьки, песенку мою (pro zpěv, violoncello a klavír, slova Iven Kruse, 1853)
- Красавица рыбачка! (pro zpěv, violoncello a klavír, slova Heinrich Heine: "Du schönes Fischermädchen", 1854)
- Спящая княжна (1867, instrumentace Rimskij-Korsakov)
- Отравой полны мои песни (slova Heinrich Heine: "Vergiftet sind meine Lieder", 1868)
- Морская царевна (1868)
- Песня темного леса (Старая песня) (1868, úprava pro mužský sbor a orchestr Glazunov 1873)
- Фальшивая нота (1868)
- Mope (1870, instrumentace autor 1884 a také Rimskij-Korsakov 1896)
- Из слез моих (slova Heine: "Aus meinen Tränen", 1870
- Для берегов отчизны дальной (slova Alexandr Sergejevič Puškin, 1881; instrumentace Glazunov, 1912)
- У людей-то в дому (slova Nikolaj Alexejevič Někrasov, 1881)
- Арабская мелодия (1881)
- Спесь (slova Alexej Konstantinovič Tolstoj, 1884)
- Чудный сад (slova Georges Collin, 1885)

## Jiná vokální díla
- Serenáda čtyř rytířů pro jednu dámu (komický mužský kvartet, 1870)
- Боже, храни Кирилла! Боже, храни Мефодия! (mužský sbor, 1885, nedokončeno, dokončil Pavel Lamm)

## Úpravy pro klavír na čtyři ruce
- Allegretto Des-dur (úprava 3. věty Smyčcového kvintetu)
- Symfonie č. 1 (1875)
- Symfonie č. 2 (1878)
- Ve stepích střední Asie (1882)
- Smyčcový kvartet č. 1 (1887)

## Ztracená díla
- Koncert D-dur pro flétnu a klavír (1847)
- Smyčcové trio pro dvoje housle a violoncello (na téma z opery Robert ďábel Giacoma Meyerbeera, 1847)
- Le Courant (etuda pro klavír, 1849)
- Fantasie na téma Johann Nepomuk HummelJohanna Nepomuka Hummela, 1849)
- Misera me! Barbaro sorte (duet pro tenor a bas s klavírem, 1850)
- Fugy pro klavír (1851/52)
- Scherzo h-moll pro klavír (1852)
- Милосердный Бог (1852/55)
- Směs A-dur pro klavír na téma z opery "Lucrezia Borgia" Gaetana Donizettiho (1852/5)
- Grand Trio G-dur pro dvoje housle a violoncello (1859/56)
- Fuga pro klavír (1862)
- 60 variací na české téma (zkomponována pouze jedna, 1867)
- Náčrt ruské lidové písně (Эй, ухнем) pro klavír (1870)
- Klavírní skladba Es-dur (1879, fragment)